# Coentral
Coentral é uma povoação portuguesa do Município de Castanheira de Pera que foi sede da extinta Freguesia de Coentral, freguesia que tinha 16,35 km² de área e 100 habitantes (2011), e, por isso, uma densidade populacional de 6,1 hab./km².
A Freguesia de Coentral foi extinta em 2013, no âmbito de uma reforma administrativa nacional, tendo sido agregada à Freguesia de Castanheira de Pera, para formar uma nova freguesia denominada União das Freguesias de Castanheira de Pêra e Coentral com a sede em Castanheira de Pêra.

## História
Não se sabe ao certo a data de fundação do Coentral. No entanto sabe-se em registos datados de 1135 que Afonso Henriques terá doado a uns fidalgos em termo de terras de Pedrógão, o que torna o Coentral certamente, uma das povoações mais antigas do Concelho.
Em termos da fundação da Freguesia do Coentral, existe uma acta de 30 de Abril de 1721. Esta terá sido escrita pelo pároco, Manuel Barata de Andrade, numa resposta a um questionário da Câmara Eclesiástica:
"Nesta freguesia de Nossa Senhora da Nazaré do Coentral deste Bispado não há mais que a própria Igreja que haverá trinta anos que o povo fez, tendo sido freguesia de Castanheira donde se desanexou".
No entanto não é de descartar que já existisse antes uma outra Igreja na povoação. Vejamos então um livro de registos de baptizados onde se diz o seguinte:
"Livro que há-de servir para assentarem os baptizados, casamentos e defuntos desta freguesia de Nossa Senhora da Nazaré dos Coentrais novamente erecta neste ano de 1691."
Oficialmente é então a partir de 1691 que existe a Freguesia de Coentral. O primeiro livro de registos, guardado nos arquivos está datado de 1691.

## População
| População da freguesia de Coentral | População da freguesia de Coentral | População da freguesia de Coentral | População da freguesia de Coentral | População da freguesia de Coentral | População da freguesia de Coentral | População da freguesia de Coentral | População da freguesia de Coentral | População da freguesia de Coentral | População da freguesia de Coentral | População da freguesia de Coentral | População da freguesia de Coentral | População da freguesia de Coentral | População da freguesia de Coentral | População da freguesia de Coentral |
| ---------------------------------- | ---------------------------------- | ---------------------------------- | ---------------------------------- | ---------------------------------- | ---------------------------------- | ---------------------------------- | ---------------------------------- | ---------------------------------- | ---------------------------------- | ---------------------------------- | ---------------------------------- | ---------------------------------- | ---------------------------------- | ---------------------------------- |
| 1864                               | 1878                               | 1890                               | 1900                               | 1911                               | 1920                               | 1930                               | 1940                               | 1950                               | 1960                               | 1970                               | 1981                               | 1991                               | 2001                               | 2011                               |
| 559                                | 730                                | 768                                | 783                                | 839                                | 734                                | 577                                | 658                                | 500                                | 354                                | 257                                | 234                                | 181                                | 154                                | 100                                |

## Personalidades destacadas
- Manuel Louzã Henriques (1933–2019) — Artista, escritor e médico psiquiatra, opositor do Estado Novo

## Património
- Poços de Neve e Capela de Santo António da Neve

O brasão do Coentral representa ao centro um poço de neve.